# Massacro di Sjeverin
Il massacro di Sjeverin è un complicato caso di sequestro internazionale avvenuto il 22 ottobre 1992 e conclusosi nella tortura e omicidio plurimo di 16 cittadini musulmani di Serbia provenienti dal villaggio di Sjeverin, prelevati inizialmente da un bus di linea serbo in territorio di Bosnia ed Erzegovina, nell'ambito delle guerre iugoslave, quindi seviziati e uccisi nei pressi di Višegrad.
Per il delitto sono stati condannati dall'ICTY Dragutin Dragićević, Oliver Krsmanović e Milan Lukić per tortura e omicidio a 20 anni di carcere. Đorđe Šević è stato condannato a 15 anni, per gli stessi motivi.
I nomi delle vittime erano Mehmed Šebo, Zafer Hadžić, Medo Hadžić, Medredin Hodžić, Ramiz Begović, Derviš Softić, Medhad Softić, Mujo Alihodžić, Alija Mandal, Sead Pecikoza, Mustafa Bajramović, Hajrudin Sajtarević, Esad Džihić, Ramahudin Ćatović, Idriz Gibović e Mevlida Koldžić.
Questo crimine particolarmente grave attualmente non ha ancora ricevuto piena e completa giustizia e riconoscimento dalle autorità serbe di entrambi i paesi, pur essendo ampiamente chiarito.

## Contesto storico
Il fatto costituisce un precedente importante in quanto primo delitto di natura puramente nazionalistica contro la popolazione musulmana del Sangiaccato e primo crimine commesso ai danni degli stessi cittadini della Serbia, allora formalmente ancora Repubblica Federale di Iugoslavia.
Le vittime del delitto, provenienti dal villaggio di confine di Sjeverin, lavoravano tutte nel capoluogo industriale della regione, Priboj, quando nella primavera del 1992 la Bosnia ed Erzegovina dichiarò la propria indipendenza dalla Iugoslavia, e la Republika Srpska dalla Bosnia ed Erzegovina.
Data la posizione isolata della località (vedi mappa), collegata da una strada asfaltata alla sola Bosnia ed Erzegovina, i pendolari sia ortodossi sia musulmani dovettero adattarsi e compiere quotidianamente il loro tragitto attraverso il territorio del nuovo stato, controllato dalle armate serbo-bosniache.

## Strategia del terrore
Il confine che congiunge Sangiaccato e Bosnia orientale, due territori storicamente abitati da ortodossi e da musulmani, divenne al momento dell'esplosione dei conflitti nazionali strategicamente essenziale per limitare le pretese dei musulmani in Serbia centrale. Divenne quindi punto di controllo e di transito particolarmente permeabile per le unità irregolari serbo-iugoslave e serbo-bosniache.
Il timore che le persecuzioni perpetrate contro i musulmani nella Republika Srpska, comprendente la vicinissima Rudo, si diffondessero alla Serbia centrale era allora già alto tra la popolazione.
Alcune avvisaglie di pericolo si manifestarono in ottobre nelle dirette vicinanze di Sjeverin.
Dragan Savić, serbo-bosniaco accusato di aver ucciso un musulmano il 26 Agosto 1992 a Sjeverin, venne rilasciato l'11 Settembre 1992 per insufficienza di prove. Questo testimonia della facilità di circolazione e di azioni di paramilitari serbo-bosniaci in territorio serbo-iugoslavo e della acquiescenza delle autorità.
La statale bosniaca veniva allora percorsa quotidianamente dalla corriera degli operai attraverso la località di Mioče, che nel frattempo venne sottoposta a pesanti epurazioni (incendi, espropriazioni).
La sera prima del delitto, il musulmano serbo Sabahudin Ćatović scomparve da Sjeverin senza tracce, quasi certamente rapito .
L'indomani, la corriera partì tuttavia regolarmente per Priboj, nel timore generale: era piena di scolari e operai che si recavano in città per ritirare i propri stipendi.
Una pattuglia armata serbo-bosniaca, identificata con l'unità paramilitare comandata da Milan Lukić e affiliata ai “Vendicatori” (Osvetnici), fermò il veicolo proprio presso Mioče e rastrellò tutti i 16 musulmani adulti, di cui una donna e 15 uomini, caricandoli in un furgone per trasportarli a Višegrad, città già vittima di pulizia etnica.
Lì i prigionieri vennero trasferiti all'Hotel Vilina Vlas presso Višegradska Banja, allora usato come campo di prigionia, e, dopo giorni di sevizie e brutalità documentate dalle fotografie dei carnefici stessi, fucilati.

## Le reazioni
Dopo l'arrivo della corriera semivuota a Priboj e lo spargimento della notizia del rapimento con conseguente terrore nella popolazione musulmana, non si registrò alcun provvedimento della polizia o dell'amministrazione locale.
Due giorni dopo si tenne una consultazione al comune di Priboj dove, in presenza del ministro serbo-iugoslavo per i diritti umani Momčilo Grubač, il generale serbo-bosniaco Ratko Mladić convocato di persona assicurò di non avere nulla a che fare con la sparizione, così che presto si diffuse l'opinione che i sequestrati fossero perduti senza speranza.
Le rispettive fabbriche dettero i propri impiegati per assenti e nello specifico la FAP licenziò uno dei musulmani per assenza. Alcune famiglie presentarono al comune certificato di morte per i loro parenti.

## Conseguenze e retaggio
Milan Lukić fu in seguito al sequestro arrestato e rilasciato sul territorio serbo-iugoslavo ben tre volte senza conseguenze, così che lui e la sua unità, facente capo alle “Aquile bianche” (Beli Orlovi) di Vojislav Šešelj, poterono, il 27 Febbraio dell'anno successivo, compiere un altro delitto vicinissimo nei luoghi e nelle modalità, noto come Massacro di Štrpci.
La prima conseguenza immediata del massacro fu l'esodo dei civili musulmani serbi da Sjeverin verso Priboj e l'estero, con conseguente alterazione della struttura demografica della popolazione, e la crescita della paura nel Sangiaccato.
Si pone la questione se classificare questo delitto come parte del genocidio bosgnacco, o come incidente fra la Republika Srpska e la Iugoslavia, entrambe comunque controllate allora da autorità conniventi.
In ogni caso questo evento minore pone importantissimi interrogativi sulla dominazione serba della Iugoslavia durante l'era Milošević e sul suo ruolo di controllo delle truppe serbo-bosniache e quindi, più o meno indirettamente, sulle sue responsabilità nel genocidio bosgnacco.
Le fotografie eseguite all'hotel Vilina Vlas ritraenti i sequestrati completano il quadro delle atrocità di Višegrad, che ha ispirato la realizzazione del film For those who can tell no tales, di Jasmila Žbanić.